# 崇平陵
崇平陵是中国东晋第四任皇帝晋康帝司马岳的陵墓。
晋康帝在建元二年（344年）九月廿六驾崩。十月廿三，葬于崇平陵。晋康帝与康献褚皇后共葬。崇平陵在今江苏省南京市东紫金山西南麓。紫金山附近晋陵有晋康帝崇平陵、晋简文帝高平陵、晋孝武帝隆平陵、晋安帝休平陵、晋恭帝冲平陵。《元和郡县志》卷25上元县：晋康帝司马岳崇平陵“在县东北二十里蒋山西南”。现在具体位置不详，有待发掘。